# Gestreifter Sägeschuppenbarsch
Der Gestreifte Sägeschuppenbarsch (Pristolepis fasciata) ist ein Süßwasserfisch und einer von sechs bekannten Vertretern der Sägeschuppenbarsche (Pristolepididae). Er kommt im Stromgebiet des Mekong und des Mae Nam Chao Phraya, im Mae Nam Mae Klong, auf der Malaiischen Halbinsel, Sumatra und Kalimantan vor.

## Merkmale
Er erreicht eine Maximallänge von 20 cm und wird mit einer Länge von 7 bis 8 cm geschlechtsreif. Der Körper ist gedrungen, hoch und seitlich stark abgeflacht. Das Maul ist eng, klein und nur wenig protraktil (vorstülpbar). Auf dem Kiemendeckel befinden sich zwei flache Dorne. Die Seitenlinie ist unterbrochen, der erste Teil verläuft parallel und etwas unterhalb zur Rückenlinie bis zur Mitte des weichstrahligen Teils der Rückenflosse, der zweite auf der Mittellinie des Schwanzflossenstiels. Die Fische sind bräunlich oder grünlich bis gelblichgrün gefärbt, mit einer dunkleren Oberseite und einem helleren, meist gelblichen Bauch. Auf den Körperseiten zeigen sich 8 bis 12 dunkle Querbinden, die besonders bei jüngeren Fischen deutlich sind. Die Brustflossen sind gelb, die übrigen Flossen grünlich. Unterhalb des Auges verlaufen mehrere dunkle Linien vom Mundwinkel zum Kiemendeckel.
- Flossenformel: Dorsale XIII–XVI/14–16, Anale III/8–9, Ventrale I/5–6.
- Schuppenformel: mLR 26–28.

## Ökologie
Der Gestreifte Sägeschuppenbarsch kommt in langsam fließenden und stehenden Gewässern, in mittelgroßen Flüssen, Seen, Tümpeln und Sümpfen vor und hält sich vor allem in der Ufervegetation auf. Im Gebiet des Mekong wandert er während der Regenzeit auf überschwemmte Felder und während der Trockenzeit zurück in die Heimatgewässer. Er ernährt sich von Fadenalgen, Pflanzenteilen, Früchten, Samen, Wasserinsekten und kleinen Krebstieren.